# Psychotria esmeraldana
Psychotria esmeraldana är en måreväxtart som beskrevs av Charlotte M. Taylor. Psychotria esmeraldana ingår i släktet Psychotria och familjen måreväxter. Inga underarter finns listade i Catalogue of Life.